# 船橋市立船橋中学校
船橋市立船橋中学校（ふなばししりつ ふなばしちゅうがっこう）は、千葉県船橋市夏見にある公立中学校。

## 沿革
出典
- 1947年（昭和22年）5月10日 - 船橋市本町、船橋小学校元校舎に併設して開校。
- 1948年（昭和23年）- 八栄中を併合、現在地に木造校舎第1棟完成
- 1949年（昭和24年）- 木造校舎第2棟完成
- 1950年（昭和25年）- 校旗・校章制定、講堂完成
- 1954年（昭和29年）- 木造校舎第3棟、特別教室、図書館完成
- 1956年（昭和31年）- 木造校舎第1棟に2階を増築
- 1958年（昭和33年）- プール完成
- 1961年（昭和36年）- 湊中学校分離、特殊学級新設
- 1966年（昭和41年) - 木造校舎5教室取り壊し
- 1968年（昭和43年）- 鉄筋校舎中央棟（第1・2期）完成、木造校舎第2棟取り壊し
- 1969年（昭和44年）- 鉄筋校舎特別教室棟（第3期）完成、木造校舎第3棟特別教室取り壊し
- 1970年（昭和45年）- 木造校舎第1棟焼失、鉄筋校舎（第4期）完成
- 1971年（昭和46年）- 体育館・鉄筋校舎技術棟（第5期）完成、木造校舎の取り壊し完了
- 1977年（昭和52年）- プレハブ1教室増設、7教室増設工事完成
- 1979年（昭和54年）- プレハブ3教室新設
- 1982年（昭和57年）- プレハブ2教室増設
- 1984年（昭和59年）- 新校舎8教室完成
- 1993年（平成5年）- 本校舎西側職員室等増築工事、武道室・プール新築工事完成

## 交通
- 東葉高速線東海神駅より徒歩10分
- JR総武線船橋駅より徒歩15分
- 東武野田線新船橋駅より徒歩12分
- 船橋新京成バス バス停「船橋中学校前」すぐ

## 著名な出身者
- 酒井勉 - プロ野球選手 （1978年卒業）
- 持田真樹 - 女優 （1990年卒業）
- 田中美奈子 - 女優
- 石井講祐 - バスケットボール選手
- 平良彰吾-バスケットボール選手
- 伊東利来也 - 陸上選手
- 羽織夕夏－宝塚歌劇団雪組

## 施設
敷地　48024.02平方メートル　昭和18年時点で「船橋都市計画公園　夏見公園」が計画されていた範囲とほぼ一致する。
- 本館（普通教室棟） : 4階建て（4階-普通教室×8・生徒会室・視聴覚室、3階-普通教室×8・進路室・図書室、2階-普通教室×5・多目的室・第1パソコン室・校長室・事務室・職員室、1階-普通教室×2・2年昇降口・障害者用特別教室×2・1年昇降口・3年昇降口・保健室・Gルーム×2・職員玄関・会議室・相談室×3）
  - 2階の渡り廊下にて南館と接続している。
  - 1階で北館・体育館・外通路と接続している。
  - 3年昇降口は本館と北館の渡り廊下に設置されている。
- 北館（普通教室棟） : 2階建て（2階-普通教室×4・社会科資料室、1階-普通教室×4）
  - 2階で武道館と接続している。
  - 1階で本館と接続している。
- 南館（特別教室棟） : 4階建て、一部2階建て（4階-第1音楽室・第2音楽室、3階-第1美術室・第3理科室、2階-第1理科室・第2理科室・金工室、1階-被服室・調理室・木工室）
  - 2階の渡り廊下で本館と接続している。
  - 被服室・調理室と木工室間を行き来するためには、一度2階へ上がらないと行けない。
  - 2012年度からは教室不足のため、金工室を第2美術室として使用している。金工室としては使われていないが、名称や機械は残されている。
- 体育館 : 可動式ステージ、バスケットボールコートx2、バレーボールコート×3（一部可動式ステージと併用）
  - 本館・外通路と接続している。
- 武道館 : 2階建て（1階-武道室・更衣室×２、2階-更衣室×2、屋上-プール、外-体育倉庫・部室）
  - 2階で北館と接続している。
- ランチルーム棟 : 2階建て（冷暖房・扇風機完備）
  - 1階で外通路と接続している。
- 上グラウンド : 野球場、サッカー場、300mトラック（サッカー場と兼用）、テニスコート×2
- 下グラウンド : 200mトラック（トラック内に走り幅跳び用砂場あり）、ソフトボール場、テニスコート×1、バスケットボールコート×2
- 中庭 : 駐車場
- 正門
- 東門
- 裏門（南門）
  - 東門からは駐車場へ行けない。また、東門と裏門前の道路は通学路に指定されている。

## 周辺施設
- 東葉高速線東海神駅
- JR総武線船橋駅
- 東武野田線新船橋駅
- 船橋市立八栄小学校
- ククルなかよし保育園
- 船橋市夏見公民館
- 船橋市夏見分署